# Sonidegib
Sonidegib (INN; còn được gọi là LDE225 và erismodegib; tên thương mại Odomzo ) là một chất ức chế đường dẫn tín hiệu Hedgeoose (thông qua sự đối kháng được làm mịn) được công ty Novartis phát triển như một tác nhân chống ung thư.

## Phê duyệt và chỉ định
Nó đã được FDA chấp thuận để điều trị ung thư biểu mô tế bào đáy vào tháng 7 năm 2015  và đang chờ phê duyệt tại EU. Tại EU, đại lý đã nhận được ý kiến tích cực từ CHMP để phê duyệt.
Nó được chỉ định để điều trị bệnh nhân trưởng thành bị ung thư biểu mô tế bào đáy tiên tiến tại địa phương đã tái phát sau phẫu thuật hoặc xạ trị, hoặc những người không phải là ứng cử viên cho phẫu thuật hoặc xạ trị.

## Dược lý
Sonidegib được dùng bằng đường uống. Các tác dụng phụ thường gặp bao gồm co thắt cơ, rụng tóc, mệt mỏi, đau bụng, buồn nôn, đau đầu và giảm cân.
Sonidegib liên kết và ức chế làm mịn để ức chế kích hoạt con đường Hedgehog. Sonidegib được chuyển hóa chủ yếu bởi CYP3A và được đào thải qua gan.

## Phát triển
Nó đã được điều tra như là một điều trị tiềm năng cho:
- Ung thư tuyến tụy [8][9][10][11]
- Ung thư vú [12][13]
- Ung thư biểu mô tế bào đáy của da [14][15][16]
- Ung thư phổi tế bào nhỏ [17]
- U trung thất [18][19]
- Các khối u rắn tiên tiến (bao gồm buồng trứng, vú, tụy, dạ dày, ung thư thực quản và glioblastoma multiforme) [20][21][22]
- Bệnh bạch cầu cấp tính [23] và bệnh bạch cầu dòng tủy mãn tính [24]
- Myelofibrosis và tăng tiểu cầu thiết yếu [25]

Nó đã chứng minh hiệu quả đáng kể chống lại khối u ác tính in vitro và in vivo. Nó cũng chứng minh hiệu quả trong một mô hình chuột ung thư tuyến tụy.